# تابوت دکتر بلاد
تابوت دکتر بلاد (به انگلیسی: Doctor Blood's Coffin) یک فیلم ترسناک بریتانیایی محصول سال ۱۹۶۱ میلادی به تهیه کنندگی جورج فاولر، و کارگردانی سیدنی جی. فیوری است. کیرون مور، هیزل کورت و یان هانتر از بازیگران اصلی هستند. داستان فیلم دربارهٔ یک دکتر بنام بیوشیمیست یا دکتر پیتر بلاد (کیرون مور) است که با اعتقاد به اینکه می‌تواند با پیوند قلب زنده افراد «ناشایست» به مرده‌هایی که «سزاوار» زندگی هستند، به زندگی خود در کورن‌وال برگردد.

## داستان
مردم به‌طور مرموزی نزدیک روستای دورافتاده‌ای ناپدید می‌شوند، جایی که یک دانشمند در حال آزمایش زنده کردن مرده‌ها است…